# Cernex
Cernex és un municipi francès situat al departament de l'Alta Savoia i a la regió d'Alvèrnia-Roine-Alps. L'any 2007 tenia 881 habitants.

## Demografia

### Població
El 2007 la població de fet de Cernex era de 881 persones. Hi havia 333 famílies de les quals 84 eren unipersonals (44 homes vivint sols i 40 dones vivint soles), 76 parelles sense fills, 145 parelles amb fills i 28 famílies monoparentals amb fills.
La població ha evolucionat segons el següent gràfic:
Habitants censats

### Habitatges
El 2007 hi havia 404 habitatges, 333 eren l'habitatge principal de la família, 43 eren segones residències i 28 estaven desocupats. 368 eren cases i 31 eren apartaments. Dels 333 habitatges principals, 281 estaven ocupats pels seus propietaris, 48 estaven llogats i ocupats pels llogaters i 4 estaven cedits a títol gratuït; 1 tenia una cambra, 17 en tenien dues, 30 en tenien tres, 65 en tenien quatre i 219 en tenien cinc o més. 320 habitatges disposaven pel capbaix d'una plaça de pàrquing. A 123 habitatges hi havia un automòbil i a 203 n'hi havia dos o més.

### Piràmide de població
La piràmide de població per edats i sexe el 2009 era:
| Homes | Edats   | Dones |
| ----- | ------- | ----- |
| 0     | 95 o +  | 0     |
| 0     | 90 a 94 | 4     |
| 0     | 85 a 89 | 0     |
| 0     | 80 a 84 | 0     |
| 16    | 75 a 79 | 12    |
| 8     | 70 a 74 | 4     |
| 8     | 65 a 69 | 12    |
| 8     | 60 a 64 | 12    |
| 16    | 55 a 59 | 8     |
| 40    | 50 a 54 | 28    |
| 40    | 45 a 49 | 64    |
| 20    | 40 a 44 | 12    |
| 40    | 35 a 39 | 36    |
| 24    | 30 a 34 | 16    |
| 17    | 25 a 29 | 36    |
| 16    | 20 a 24 | 8     |
| 20    | 15 a 19 | 12    |
| 12    | 10 a 14 | 40    |
| 40    | 5 a 9   | 12    |
| 48    | 0 a 4   | 20    |

## Economia
El 2007 la població en edat de treballar era de 556 persones, 426 eren actives i 130 eren inactives. De les 426 persones actives 408 estaven ocupades (217 homes i 191 dones) i 18 estaven aturades (6 homes i 12 dones). De les 130 persones inactives 38 estaven jubilades, 41 estaven estudiant i 51 estaven classificades com a «altres inactius».

### Ingressos
El 2009 a Cernex hi havia 300 unitats fiscals que integraven 809,5 persones, la mediana anual d'ingressos fiscals per persona era de 28.019 €.

### Activitats econòmiques
Dels 31 establiments que hi havia el 2007, 1 era d'una empresa de fabricació d'altres productes industrials, 6 d'empreses de construcció, 8 d'empreses de comerç i reparació d'automòbils, 3 d'empreses d'hostatgeria i restauració, 1 d'una empresa d'informació i comunicació, 1 d'una empresa financera, 1 d'una empresa immobiliària, 5 d'empreses de serveis, 3 d'entitats de l'administració pública i 2 d'empreses classificades com a «altres activitats de serveis».
Dels 7 establiments de servei als particulars que hi havia el 2009, 1 era un taller de reparació d'automòbils i de material agrícola, 1 paleta, 1 fusteria, 2 lampisteries, 1 empresa de construcció i 1 saló de bellesa.
L'any 2000 a Cernex hi havia 21 explotacions agrícoles que ocupaven un total de 828 hectàrees.

## Equipaments sanitaris i escolars
El 2009 hi havia una escola elemental.

## Poblacions més properes
El següent diagrama mostra les poblacions més properes.